# Symela Ciesielska
Symela Ciesielska (ur. 7 listopada 1990 we Wrocławiu) – polska piłkarka, grająca na pozycji pomocniczki (skrzydłowej).

## Życiorys
Karierę piłkarską rozpoczęła w KS AZS Wrocław, z którym później sięgnęła po mistrzostwo Polski. W 2007 r. przeszła do Medyka Konin, z którym zdobyła mistrzostwo Polski juniorek starszych, klubowe wicemistrzostwo świata juniorek starszych, wicemistrzostwo Polski seniorek i Puchar Polski. W 2012 r. wróciła do Wrocławia, gdzie podjęła naukę na Akademii Wychowania Fizycznego. Wywalczyła brązowy medal mistrzostw Polski seniorek oraz została finalistką Pucharu Polski w 2014 r. W lipcu 2014 r. przeniosła się do Niemiec, grając w Arminii Bielefeld, z którym wywalczyła awans do 2. Bundesligi (grupy północnej). W latach 2017–2019 grała w MSV Duisburg.
Była powoływana do kadry U-17 i U-19, z którą w 2007 r. wzięła udział w mistrzostwach Europy U-19 na Islandii. W 2018 r. rozegrała 3 spotkania w seniorskiej reprezentacji kraju, nie zdobywając w niej bramki.